# 레알스쿨
《레알 스쿨》(Real School)은 대한민국의 방송인 MBC 에브리원에서 방영된 틴에이저 시트콤이다. 영어 성적이 쑥 오른다는 영어마을 캠프의 시크릿 클래스의 관한 이야기다.

## 등장 인물

### 주요 인물
- 도지한 : 도지한 역
- 주다영 : 주다영 역
- 김수연 : 김수연 역
- 동호 : 동호 역
- 김동범 : 김동범 역
- 윤봉길 : 윤봉길 역
- 홍윤화 : 홍윤화 역
- 기섭 : 기섭 역
- 김영철 : 김영철 역
- 박슬기 : 박콜린 역
- 구잘 투르수노바 : 구잘 역
- 광수 : 광수 역
- 정원중 : 교장 역
- 이기찬 : 우월반 담임 역
- 일라이 : 엘리트 역
- 정지윤 : 학생 역
- 장문석

### 특별출연
- 박인영
- 김경진 : 세탁물 수거직원 역
- 데니안
- 김민기
- 줄리엔 강 : 제임스 역
- 김하얀

## 참고
- 공식 홈페이지